# ISO 미터나사
ISO 미터나사(ISO metric screw thread)는 전 세계적으로 가장 일반적으로 사용되는 범용 나사 유형이다. 이는 1947년 국제표준화기구(ISO)가 설립되었을 때 합의된 최초의 국제 표준 중 하나였다.
미터나사의 "M" 표기는 밀리미터 단위의 나사의 공칭 외경을 나타낸다. 이를 "주요" 직경이라고도 한다. 이는 수나사(예: 볼트)가 반대쪽의 내부 나사 부품(예: 너트)에 쉽게 연결될 매끄러운 벽 구멍의 직경을 나타낸다. 즉, M6 나사의 공칭 외경은 6mm이므로 직경 6mm로 뚫은 구멍에 동축으로 잘 들어맞는다.